# キュサック＝フォール＝メドック
キュサック＝フォール＝メドック（フランス語: Cussac-Fort-Médoc）は、フランス南西部、ヌーヴェル＝アキテーヌ地域圏ジロンド県のコミューン。

## 地理
ジロンド川河口左岸のメドック地方にあり、対岸にはブライがある。
ボルドー都市圏の辺縁部。
年間平均気温は13.2℃、年間降水量は884 mm（1971 - 2000年の平均）。
海岸の景観・生態系保護のために開発を制限する海岸法(loi littoral)の適用地域に含まれる。
2018年時点の土地利用を見ると、永年性作物の栽培地が32.6%、牧草地が12.6%でこれら各種の農地が計53%、また森林が9.7%、都市化地域が6.7%などとなっている。農地は1990年の56.6%から減少している。

## 歴史
ルイ14世の代である1689年、メドック砦の建設が始まっている。メドック砦は湿地帯に新たに建設されたもので、対岸のブライで既存の市壁を利用して建てられたブライ城塞、2つの間の川の砂洲に新たに設けられたパテ砦とともに、ジロンド川を横切る約3キロメートルの"Verrou de l'Estuaire"（河口の防衛線）を構成し、上流のボルドーを守る拠点とされた。

## 人口
| 1793年 | 1846年 | 1866年 | 1886年 | 1906年 | 1926年 | 1946年 |
| ------ | ------ | ------ | ------ | ------ | ------ | ------ |
| 1 008  | 1 095  | 1 210  | 1 309  | 1 244  | 905    | 870    |

| 1968年 | 1975年 | 1982年 | 1990年 | 1999年 | 2007年 | 2012年 | 2017年 |
| ------ | ------ | ------ | ------ | ------ | ------ | ------ | ------ |
| 792    | 824    | 1 101  | 1 318  | 1 355  | 1 743  | 2 071  | 2 240  |

出典: 1793-1946, 1968-2017

## 経済
ボルドーワインの産地で、オー・メドック、サン＝ジュリアンAOCの区域がある。

## 文化遺産

### 史跡・記念物
- サンフォリアン教会[13]
- Château La Chesnaye-Sainte-Gemme（シェネ＝サン＝ジェムの城）[14]
- メドック砦（fort Médoc） - ブライ城塞やパテ砦などとともにユネスコ世界文化遺産の「ヴォーバンの防衛施設群」に登録されている[8]。
- ボーモン城[15]
- ラネッサン城[16]およびワイン蔵[17]、農場[18]、厩舎[19]、給水塔[20][21]
- ベルノン城[22]

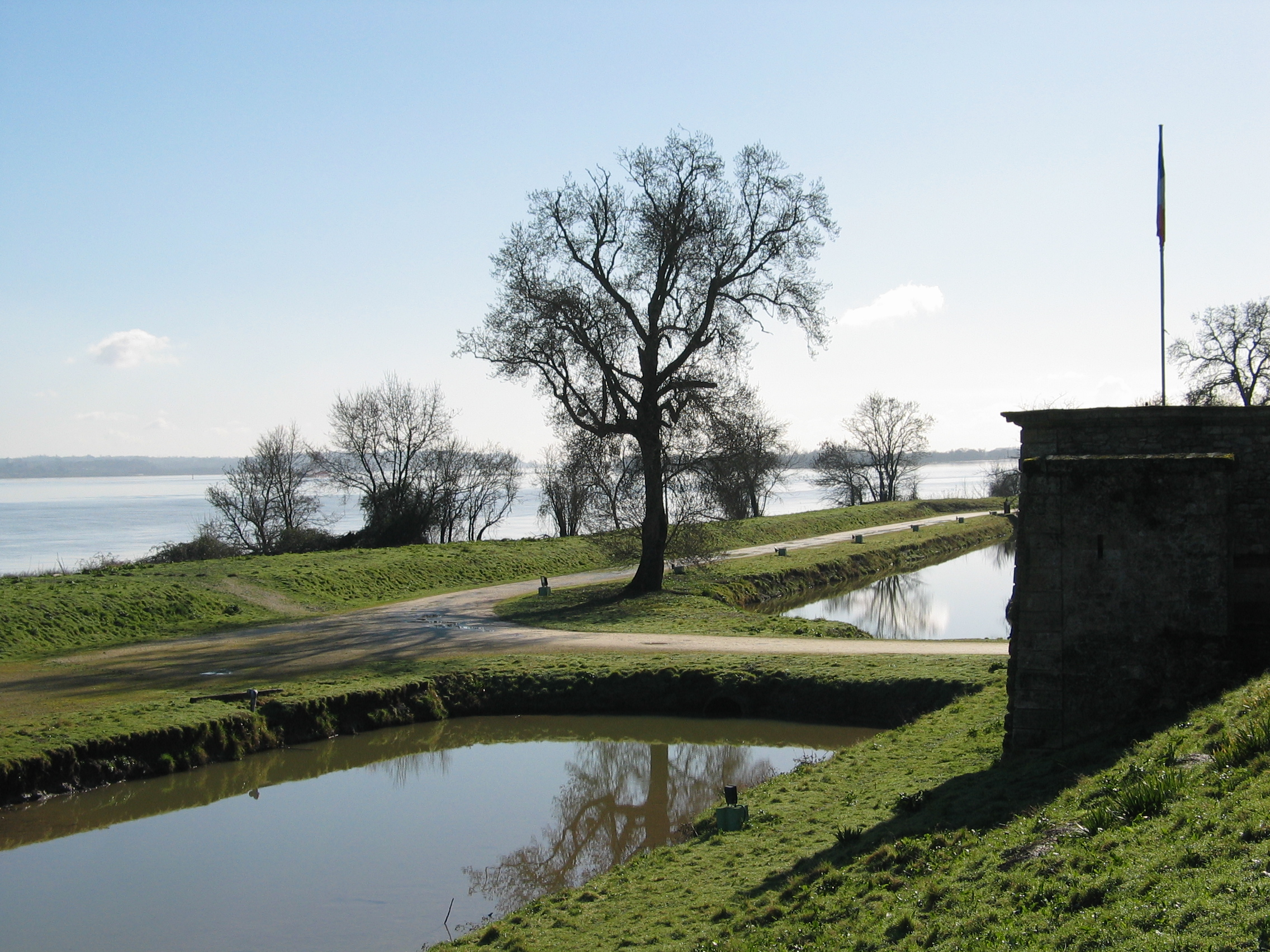
メドック砦から見たジロンド川
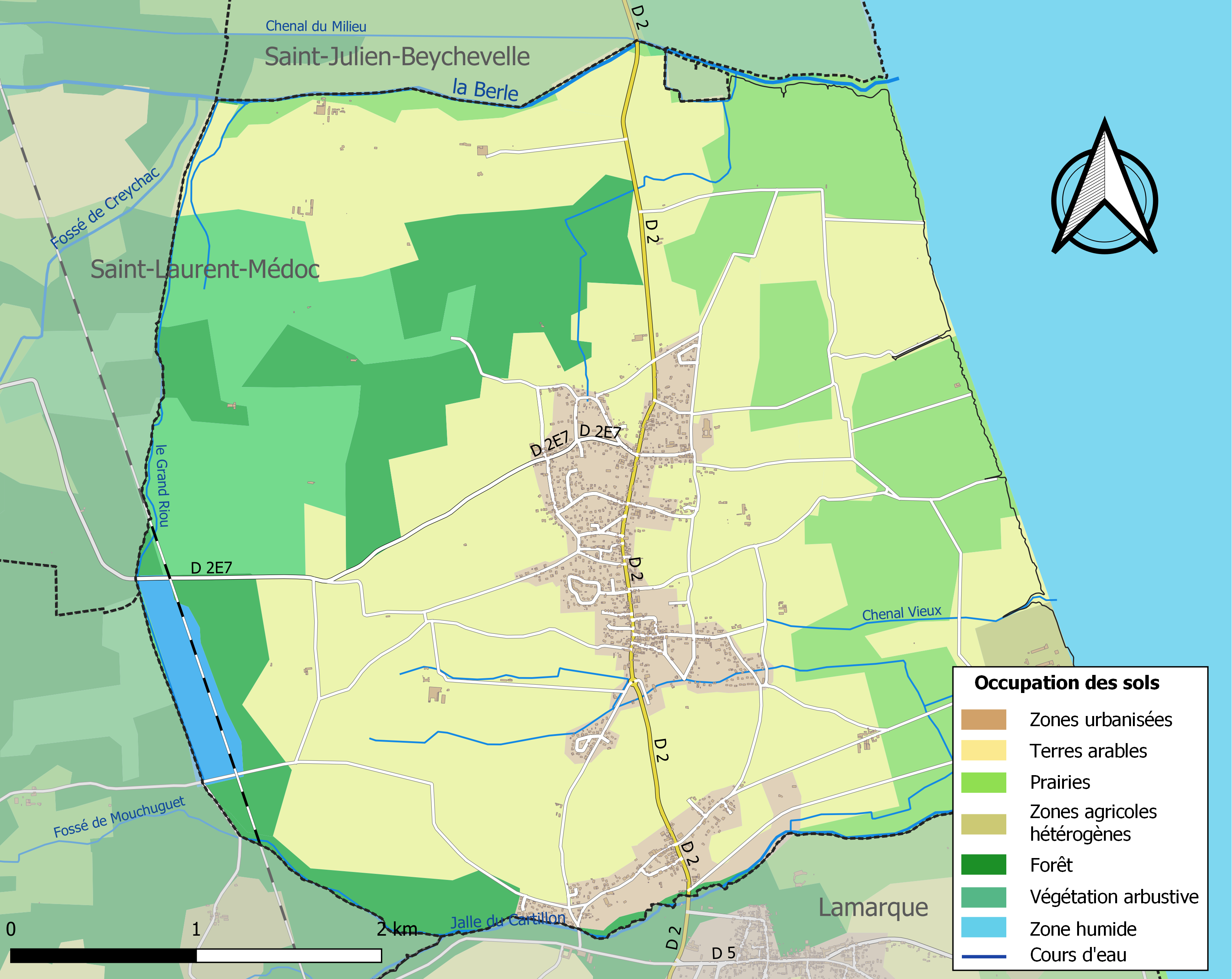
土地利用・道路地図（2018年）
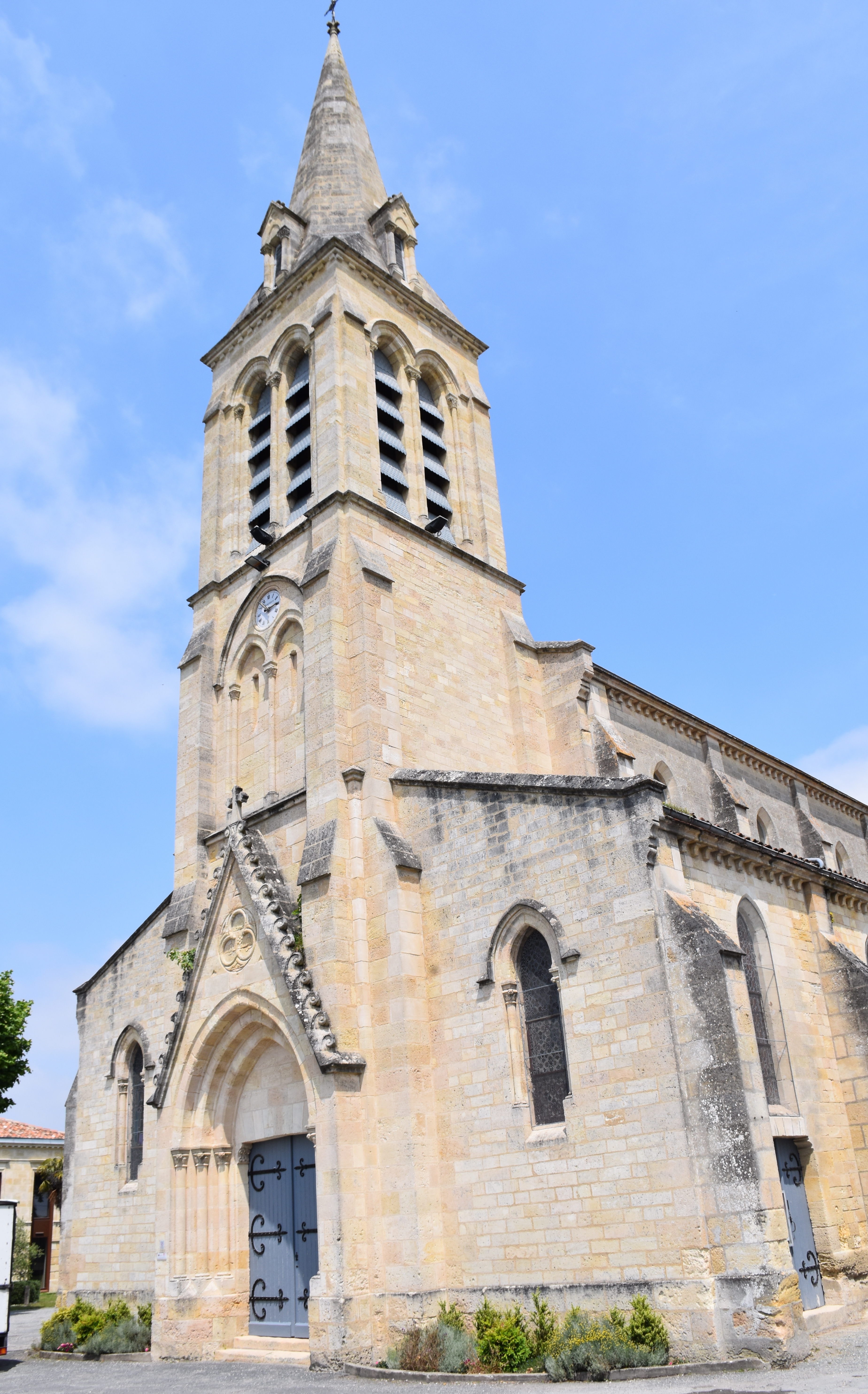
サンフォリアン教会
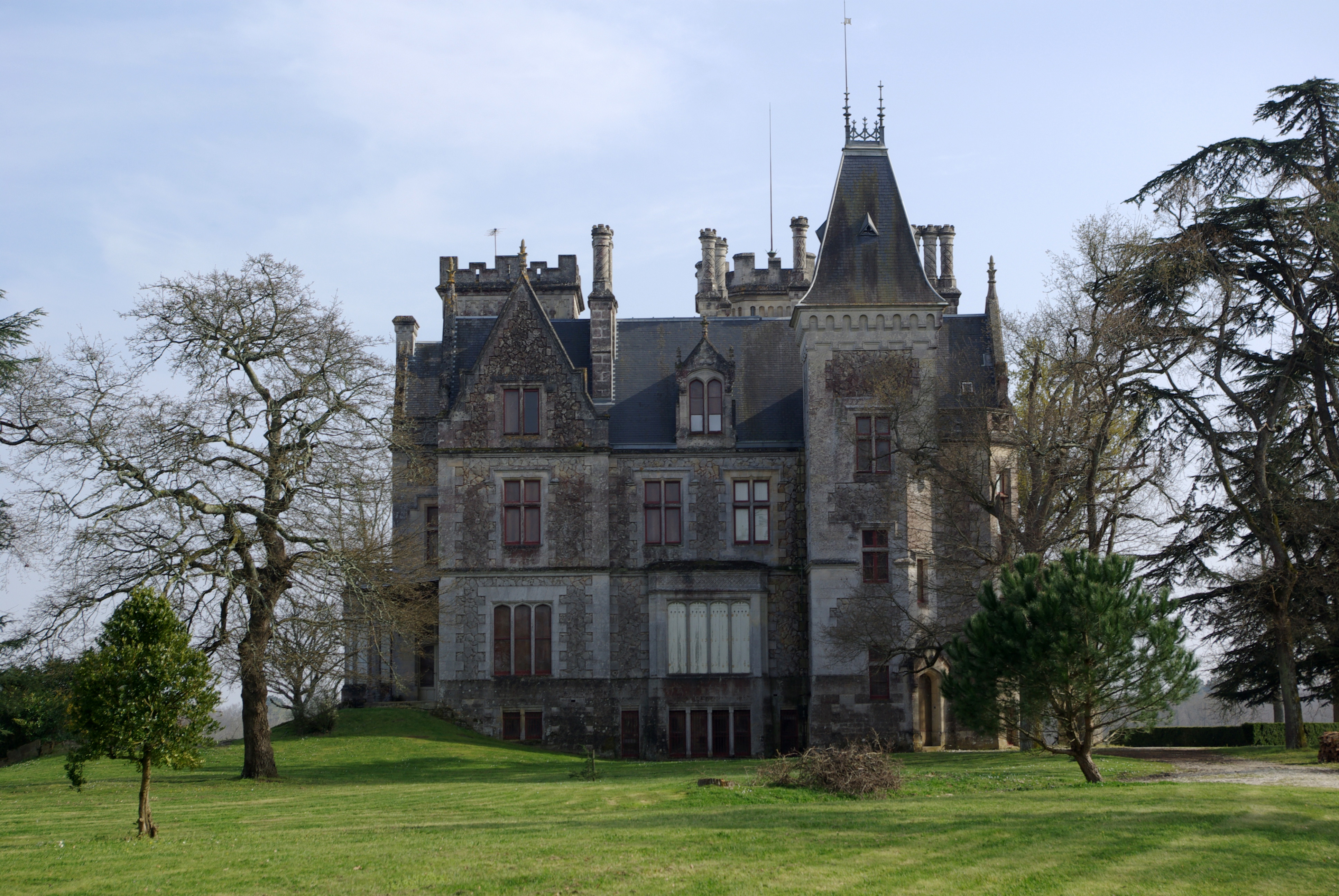
Château La Chesnaye-Sainte-Gemme
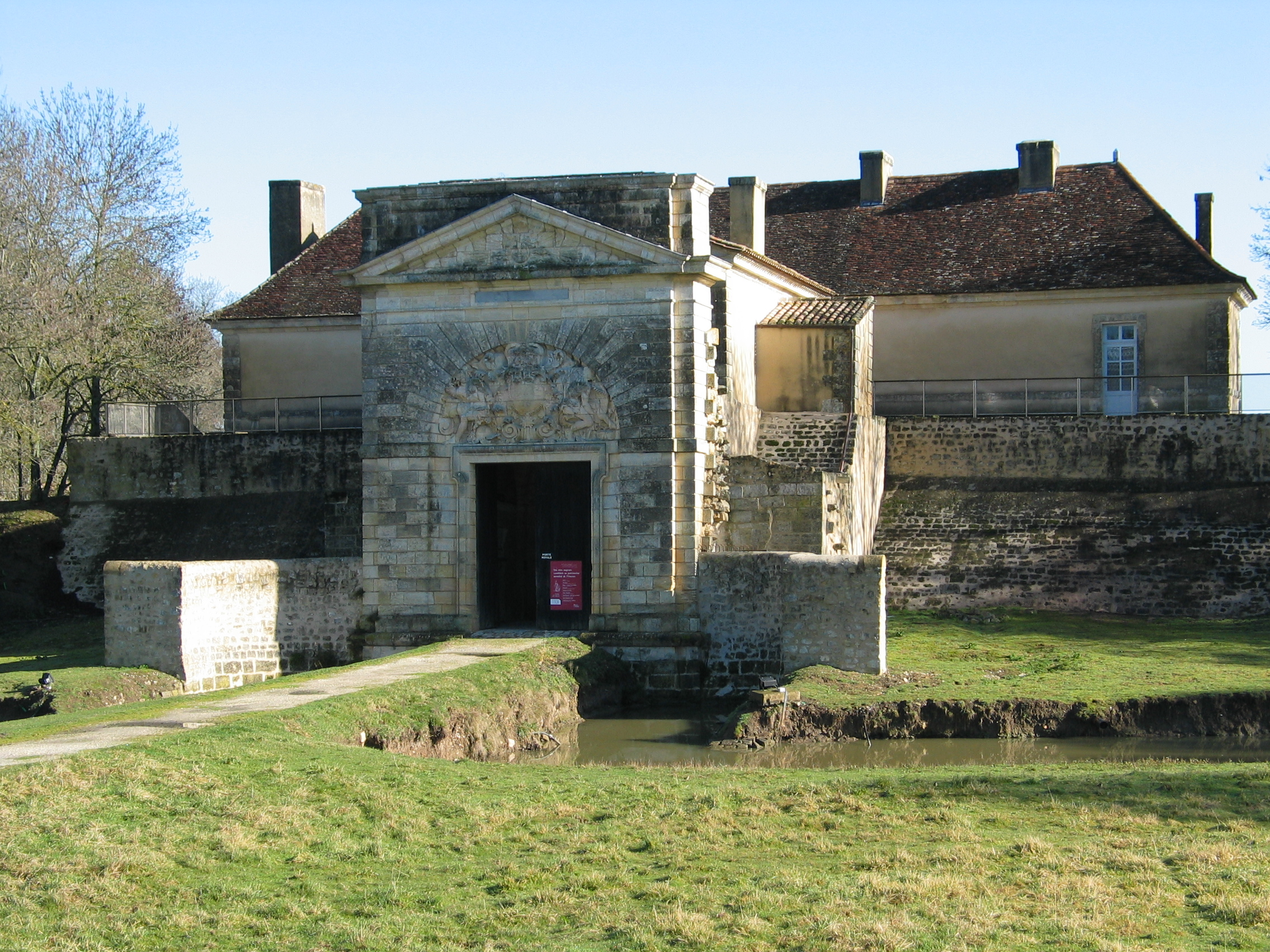
メドック砦の王の門
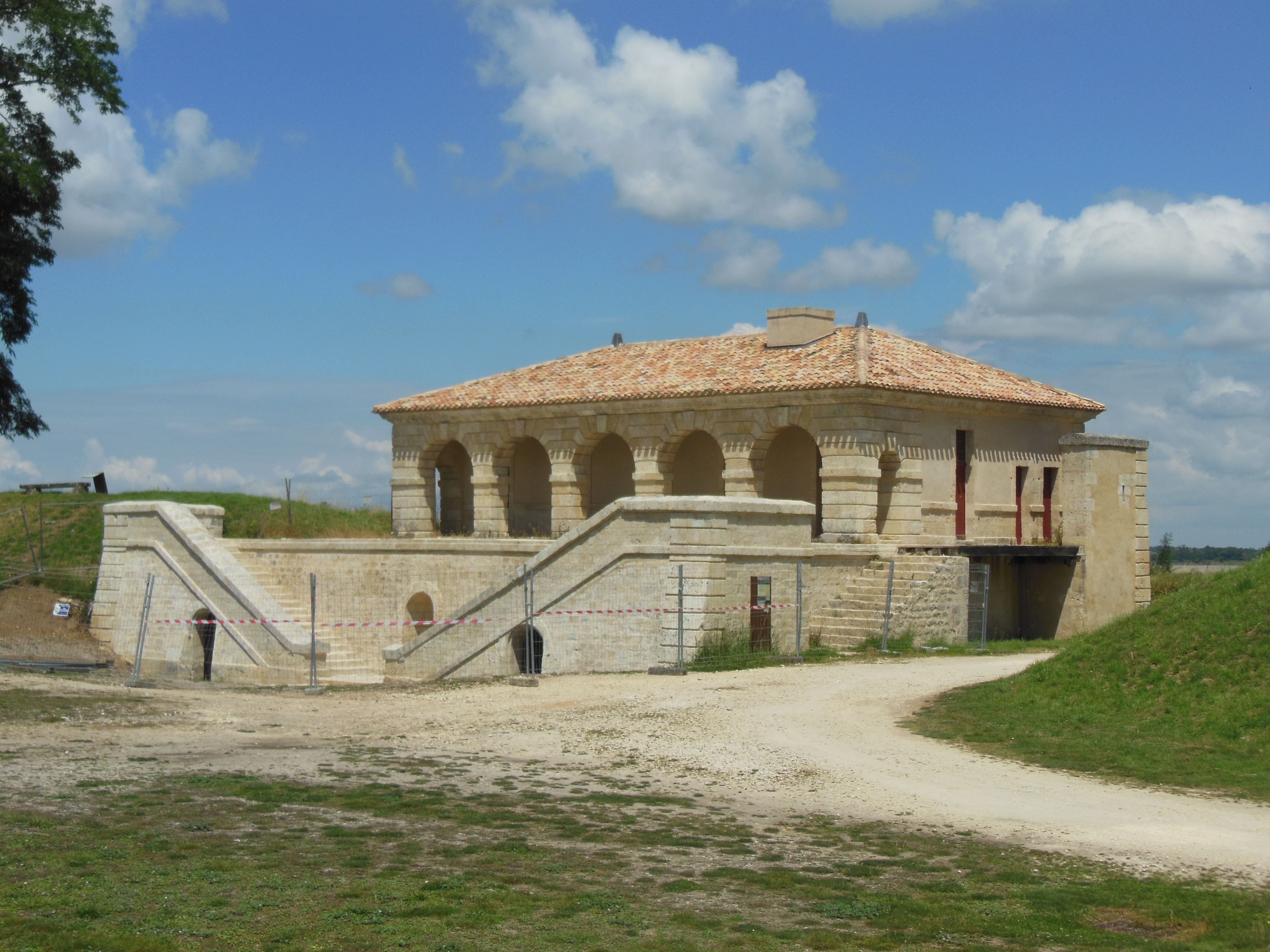
メドック砦の監視所
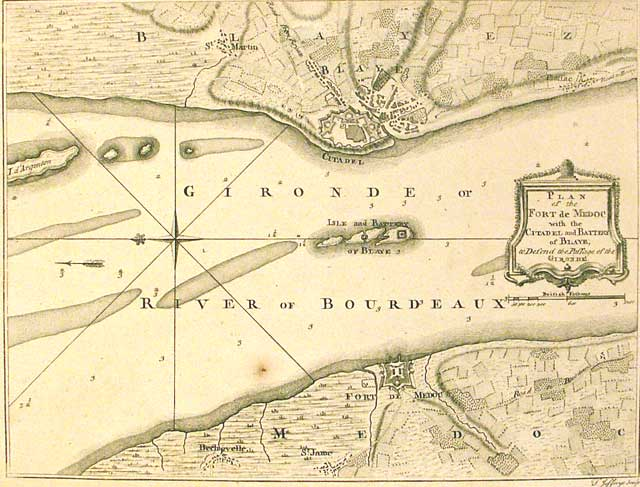
メドック砦（中央下部）、ブライ城塞、パテ砦の絵図

## 姉妹都市
- 佐賀市、日本 - 旧三瀬村における観光牧場開発をきっかけに同村とキュサックの間で1988年に姉妹村として提携、市町村合併後も継承。隔年で中学生の相互訪問による交流が行われている[23]。